# Manor MRT05
A Manor MRT05 egy Formula–1-es sportautó, amit a 2016-os világbajnokságra tervezett a Manor Racing csapat. Az egyik autót Rio Haryanto kapta, de a szezon második felére (belga nagydíjtól) Esteban Ocon vette át, míg a másik autót a szezon elejétől Pascal Wehrlein kapta.
Ez volt a Manor csapat utolsó versenyautója, miután a 2016-os év végén tönkrementek, utolsóként bírva a 2010-ben debütált három csapat közül.

## Áttekintés
Miután a csapat financiális gondokkal küzdött, egy ideig még az indulásuk is kétségessé vált, de az új autó fejlesztése rendületlenül haladt. Ebben az évben végre elhagyták a Marussia megnevezést, így teljes egészében Manorként neveztek, vadonatúj, látványos festéssel. Az autóba Mercedes-motort szereltek, a felfüggesztést pedig a Williamstől kapták.
Versenyképességük ennek ellenére nem volt az igazi. Pascal Wehrlein a Mercedes istálló neveltjeként került a Manorhoz, a motorokért cserébe, és a szezon első felében egyértelműen jobb volt, mint csapattársa, Haryanto. Az Osztrák Nagydíjon tizenkettedik helyre kvalifikált az időmérő edzésen, ahol nagyszerű versenyzéssel megszerezte a csapat egész évben elért egyetlen pontját. Közben Haryantóval szerződést bontottak - nemcsak eredményei, hanem az általa hozott szponzorok fizetésképtelensége miatt is - és visszaminősítették tesztpilótának. Helyette a Renault tesztpilótája, a francia Esteban Ocon ülhetett be a másik autóba, aki főként az idény végén nagyszerűen teljesített.
Az elért egyetlen pont ellenére - mely a potenciális befektetők szempontjából hatalmas eredmény volt, lévén költségmentességgel jár rengeteg téren - a csapat iránt nem volt egyetlen komolyan vehető befektető sem, így tönkrement. Új autójuk, a 2017-es évre tervezett, az év végén elkezdett fejlesztésű MRT06-os csak torzóként maradt fenn.

## Eredmények
| Év   | Csapat           | Motor                  | Abroncs | Versenyzők      | Nagydíjak | Nagydíjak | Nagydíjak | Nagydíjak | Nagydíjak | Nagydíjak | Nagydíjak | Nagydíjak | Nagydíjak | Nagydíjak | Nagydíjak | Nagydíjak | Nagydíjak | Nagydíjak | Nagydíjak | Nagydíjak | Nagydíjak | Nagydíjak | Nagydíjak | Nagydíjak | Nagydíjak | Pont | Helyezés |
| Év   | Csapat           | Motor                  | Abroncs | Versenyzők      | AUS       | BHR       | CHN       | RUS       | ESP       | MON       | CAN       | EUR       | AUT       | GBR       | HUN       | GER       | BEL       | ITA       | SIN       | MAL       | JPN       | USA       | MEX       | BRA       | ABU       | Pont | Helyezés |
| ---- | ---------------- | ---------------------- | ------- | --------------- | --------- | --------- | --------- | --------- | --------- | --------- | --------- | --------- | --------- | --------- | --------- | --------- | --------- | --------- | --------- | --------- | --------- | --------- | --------- | --------- | --------- | ---- | -------- |
| 2016 | Manor Racing MRT | Mercedes PU106C Hybrid | P       | Rio Haryanto    | Ki        | 17        | 21        | Ki        | 17        | 15        | 19        | 18        | 16        | Ki        | 21        | 20        |           |           |           |           |           |           |           |           |           | 1    | 11.      |
| 2016 | Manor Racing MRT | Mercedes PU106C Hybrid | P       | Pascal Wehrlein | 16        | 13        | 18        | 18        | 16        | 14        | 17        | Ki        | 10        | Ki        | 19        | 17        | Ki        | Ki        | 16        | 15        | 22        | 17        | Ki        | 15        | 14        | 1    | 11.      |
| 2016 | Manor Racing MRT | Mercedes PU106C Hybrid | P       | Esteban Ocon    |           |           |           |           |           |           |           |           |           |           |           |           | 16        | 18        | 18        | 16        | 21        | 18        | 21        | 12        | 13        | 1    | 11.      |